# تلفزيون تونغا 2
تلفزيون تونغا 2 (بالإنجليزية: Television Tonga 2) هي قناة تلفزيونية تونغية تديرها لجنة إذاعة تونغا. تم إطلاقه في 4 يوليو 2008.
ستشمل برامج القناة الرياضة والأفلام و«البرامج الأجنبية الأخرى» وبرنامجا مدته ست ساعات من تلفزيون الصين المركزي.